# Stoomtramweg-Maatschappij Oldambt - Pekela
De N.V. Stoomtramweg Maatschappij "Oldambt – Pekela" (S.O.P.) te Finsterwolde is een voormalig stoomtrambedrijf, dat van 1884 (eigenlijk al vanaf 1882) tot 1941 openbaar vervoer per tram en autobus verzorgde in het Oldambt en de Veenkoloniën in het oostelijk deel van de Nederlandse provincie Groningen.

## Geschiedenis

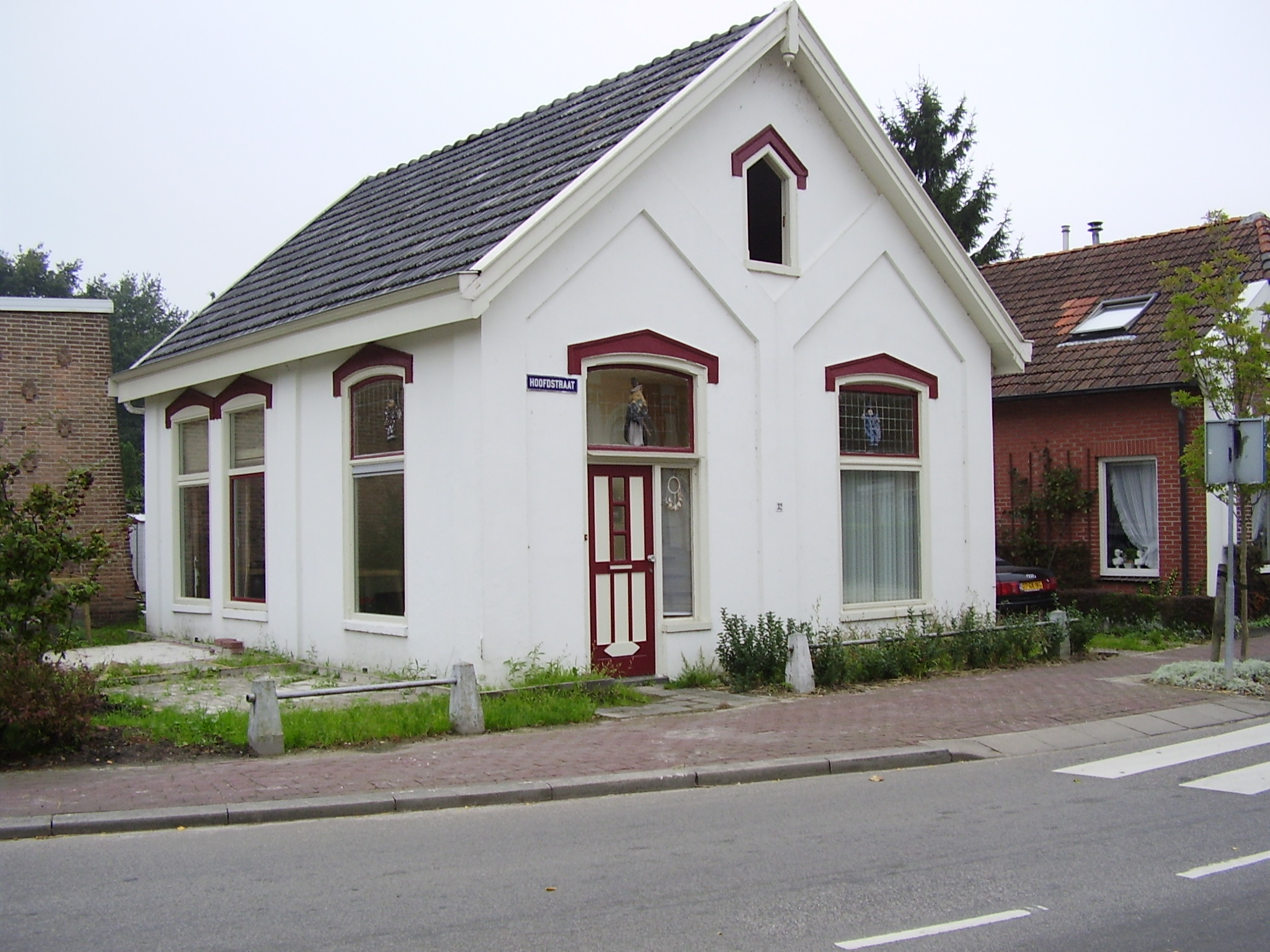
Stationsgebouw Oostwold

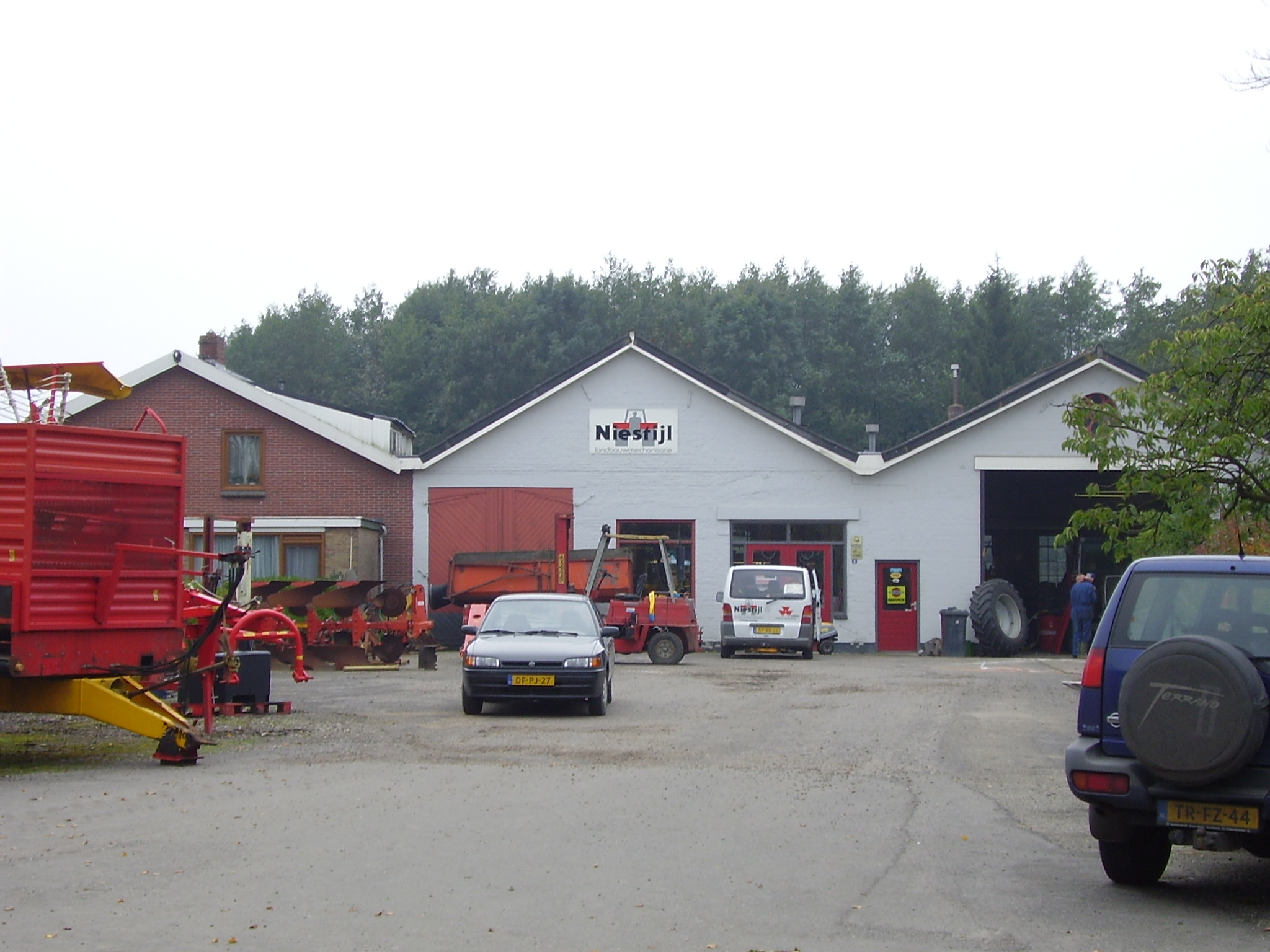
Remise Finsterwolde

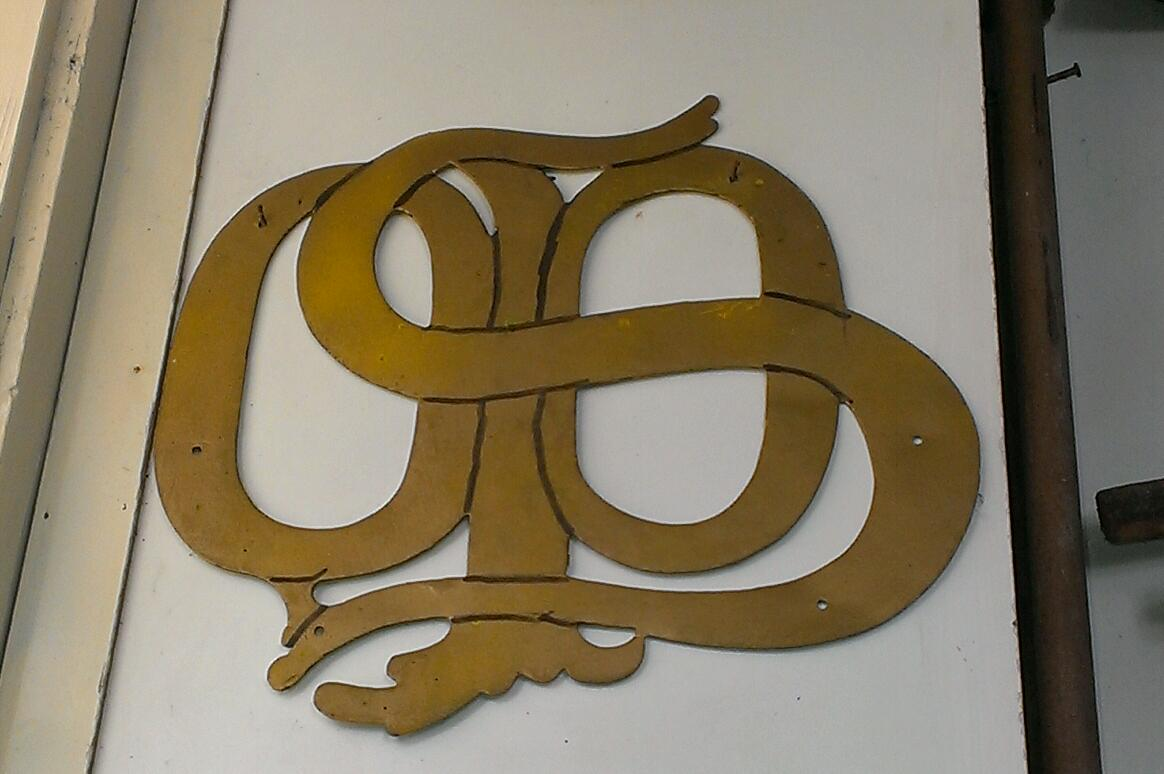
Vignet Stoomtram Oldambt - Pekela

Nadat eerder al pogingen waren gedaan om een paardentramlijn Winschoten - Stadskanaal aan te leggen, werd op 19 januari 1882 de Stoomtramweg-Maatschappij "Oldambt" opgericht, die op 16 september van datzelfde jaar begon te rijden op de tramlijn Winschoten - Scheemda (route Winschoten – Beerta – Finsterwolde – Oostwold – Midwolda – Scheemda – station Scheemda-Eexta). De spoorwijdte was 1067 mm (kaapspoor). Door allerlei problemen, onder meer verzakking van het spoor, verliepen de eerste exploitatiejaren moeizaam en kon er gedurende langere perioden niet worden gereden. Uiteindelijk leidde dit tot de liquidatie van de maatschappij "Oldambt" en de oprichting op 5 december 1884 van de Stoomtramweg Maatschappij "Oldambt – Pekela", met een steviger financiële basis.
Het lijngedeelte Finsterwolde - Scheemda werd opgeheven en de rails werden gebruikt voor de aanleg van de tramlijn Winschoten - Stadskanaal via Oude en Nieuwe Pekela, die op 8 juli 1885 werd geopend. Een plan om de lijn Winschoten – Finsterwolde te verlengen via de Oostwolderpolder, Woldendorp en de Oosterhoek naar Delfzijl is niet uitgevoerd. Pas in 1919 opende Oostelijk Groningen (O.G.), via een enigszins andere route, een stoomtramlijn Winschoten - Delfzijl.
De Stoomtram Oldambt – Pekela stond - zeker vergeleken met het ambtelijker O.G. - bekend als een vindingrijk bedrijf dat met weinig geld creatieve oplossingen bedacht. Zo werden in eigen beheer de bestaande tramrijtuigen verbouwd en zelfs nieuwe gebouwd. Een bijzondere prestatie was ook de vervaardiging van een tramstel met dieselelektrische aandrijving in 1932.
S.O.P. had naast het personenvervoer ook veel goederenvervoer te verzorgen, onder meer van stro voor de kartonfabrieken in de Veenkoloniën. Vooral in de Pekela's waren er veel fabrieksaansluitingen.

## Busexploitatie en einde
In de jaren twintig was men al begonnen met de exploitatie van autobusdiensten, eerst alleen op nieuwe trajecten, vanaf 1930 ook ter vervanging van de tram op de lijn Winschoten – Finsterwolde. In 1939 reed ook de lijn naar Stadskanaal voor het laatst. Het busbedrijf van Oldambt – Pekela  (inmiddels O.P. genaamd) bleef nog voortbestaan en nam in 1938-1939, de lijn naar Delfzijl over van de firma J. Prenger (Noord Ooster) te Nieuwolda. 
Het einde van O.P. kwam in 1941, toen dit vervoerbedrijf werd ingelijfd door de GADO, een dochteronderneming van de ATO, die zelf weer een dochter was van de NS.